# Dominik Hees
Dominik Hees (* 3. März 1989 in Köln) ist ein deutscher Schauspieler, Sänger und Musicaldarsteller.

## Leben und Musicalkarriere
Dominik Hees wuchs in Kerpen (Rheinland) auf. Er besuchte das Europagymnasium Kerpen und machte 2008 sein Abitur. Während seiner Schulzeit wirkte er in zahlreichen Theateraufführungen, Konzerten und Musicalinszenierungen mit, erlernte verschiedene Instrumente und spielte in mehreren Rockbands.
Im Herbst 2008 begann er sein Studium an der Deutschen Sporthochschule Köln. Gleichzeitig nahm er an Castings für professionelle Musicals teil. Bereits während des ersten Semesters brach er das Studium ab und zog nach Wien. Dort gehörte er im März 2009 in der Rolle des Georg zur Premierenbesetzung der deutschsprachigen Erstaufführung des Broadway-Hits Frühlings Erwachen. Gleich im Anschluss übernahm er die Titelrolle im Musical Buddy-das Buddy Holly Musical im Essener Colosseum Theater.
Im Oktober 2010 gab er im Sprechtheater sein professionelles Debüt. Er spielte Kosinsky in Schillers Die Räuber am Stadttheater Klagenfurt. Von Dezember 2010 bis Februar 2012 spielte er den Rum Tum Tugger im Musical Cats auf einer Europatournee, die unter anderem in Hamburg, Berlin, Hannover, Mannheim, Luxemburg, Zürich und Wien gastierte. Anschließend übernahm er die Rolle des Jack Driscoll in der Klagenfurter Produktion von King Kong. Im Sommer 2012 war er in der Hauptrolle des Link Larkin im Musical Hairspray am Deutschen Theater München und im Zeltpalast Merzig zu sehen, bevor er ab September 2012 erneut als Rum Tum Tugger zur Cats-Tour zurückkehrte.
2013 feierte er als Clifford Bradshaw in Cabaret sein Debüt am Münchner Gärtnerplatztheater. Ebenfalls 2013 übernahm Hees in der deutschsprachigen Erstaufführung von Next to Normal am Stadttheater Fürth die Rolle des Henry. Die Produktion wurde 2015 in Fürth wieder aufgenommen und gastierte 2016 im Wiener MuseumsQuartier. Am Theater Magdeburg verkörperte er beim Domplatz-Open Air 2014 und 2015 die Rolle des Frank'n'Furter in The Rocky Horror Show. Im Sommer 2014 gastierte Dominik Hees erneut im Merziger Zeltpalast als Lucas Beineke in der deutschsprachigen Erstaufführung des Musicals The Addams Family.
Von November 2014 bis September 2015 war er in der Weltpremiere des Musicals Das Wunder von Bern als Helmut Rahn auf der Bühne des Theaters an der Elbe in Hamburg zu sehen. 2016 kehrte Hees ans Münchner Gärtnerplatztheater zurück und übernahm die Rolle des Hippie-Anführers Berger im Musical Hair. 2016 verkörperte er bei den Freilichtspielen Tecklenburg Lancelot im Musical Artus – Excalibur, sowie Che in Evita am Staatstheater Darmstadt. Am selbigen Haus übernahm er gleichzeitig erneut die Rolle des Cliff in Cabaret.
Im Frühjahr 2017 riss sich Hees bei einem Unfall im Theater das vordere Kreuzband seines rechten Knies. Er wurde daraufhin in der Klinik am Isarpark in Plattling operiert und konnte glücklicherweise sein Engagement als Charlie Price in der deutschsprachigen Erstaufführung von Kinky Boots (Musical) ab Herbst 2017 im Operettenhaus Hamburg wahrnehmen. Im Anschluss daran war er in der Hauptrolle Justin in der Uraufführung von Meine stille Nacht in der Felsenreitschule Salzburg zu sehen. Im Jahr 2019 folgten die Rollen Joe Gillis in Sunset Bouleveard (Bozen), Mariolino in Don Camillo und Peppone (Tecklenburg), sowie Pawel Antipov / Strelnikov in Schiwago - das Musical (Tecklenburg).
Im August 2019 zog Hees erneut nach Wien und übernahm abermals die Rolle des Rum Tum Tugger im Musical Cats im Wiener Ronacher der Vereinigten Bühnen Wien. Das Musical lief drei Jahre mit mehreren Unterbrechungen auf Grund der Corona-Pandemie. Im Sommer 2022 debütierte er bei den Seefestspielen Mörbisch in der Rolle Sir Edward Ramsey in Der König und Ich, woraufhin er ins Ronacher zurückkehrte und Hauptmann Phoebus de Martin in Disneys Glöckner von Notre Dame verkörperte.
Im April 2023 erkrankte Dominik an einer seltenen Form von Krebs und begab sich daraufhin in Therapie am AKH Wien. Dort wurde er nach dreimonatiger Chemotherapie im Juli 2023 am Thorax operiert.
Bereits im Dezember kehrte Hees auf die Bühne zurück. Er übernahm die Rolle des Mark Cohen in Rent an der Oper Dortmund, sowie Roger Davis in Rent am Theater St. Gallen (CH). Im Sommer folgte ein erneutes Engagement bei den Seefestspielen Mörbisch als Freddy Eynsford Hill im Musicalklassiker My fair Lady.
Neben seiner Tätigkeit als Musicaldarsteller, ist er regelmäßig Gastsolist bei verschiedenen Gala- und Konzertformaten zu erleben.

## Familiäres
Dominik Hees hat eine Schwester und ist verheiratet mit Musicaldarstellerin Milica Jovanovic. Sie haben eine gemeinsame Tochter. Die Familie lebt in Wien.

## Musical
- 2007: Tick, Tick... BOOM! als Jon (Konzert/Schulproduktion)
- 2007: The Rocky Horror Show als Brad (Konzert/Schulproduktion)
- 2007: Grease als Danny (Konzert/Schulproduktion)
- 2009: Frühlings Erwachen – Das Rockmusical (Vereinigte Bühnen Wien) als Georg
- 2009–2010: BUDDY – Das Buddy Holly Musical (Colosseum Theater Essen) als Buddy Holly
- 2010–2013: Cats (Europatournee) als Rum Tum Tugger
- 2012: King Kong (Stadttheater Klagenfurt) als Jack Driscoll
- 2012: Hairspray (Deutsches München und Zeltpalast Merzig) als Link Larkin
- 2013: Cabaret (Theater am Gärtnerplatz München) als Clifford Bradshaw
- 2013/2015/2017: Fast normal – Next to Normal (Stadttheater Fürth) als Henry
- 2014–2015: The Rocky Horror Show (Magdeburg Domplatz Open Air) als Frank'n'Furter
- 2014: The Addams Family (Zeltpalast Merzig) als Lucas Beineke
- 2014–2015: Das Wunder von Bern (Theater an der Elbe Hamburg) als Helmut Rahn
- 2016: Hair (Theater am Gärtnerplatz München) als Berger
- 2016–2017: Fast normal – Next to Normal (Museumsquartier Wien) als Henry
- 2016: Artus – Excalibur (Freilichtspiele Tecklenburg) als Lancelot
- 2016–2017: Evita (Staatstheater Darmstadt) als Che
- 2016–2017: Cabaret (Staatstheater Darmstadt) als Clifford Bradshaw
- 2017: Sofies Welt (Musicalfrühling Gmunden) als Sokrates/Noah
- 2017: Fast normal – Next to Normal (Staatsoperette Dresden) als Henry
- 2017–2018: Kinky Boots (Musical) (Operettenhaus Hamburg) als Charlie Price
- 2018: Meine Stille Nacht (Felsenreitschule Salzburg) als Justin
- 2019: Sunset Boulevard (Theater Bozen) als Joe Gillis
- 2019: Don Camillo & Peppone (Freilichtspiele Tecklenburg) als Mariolino
- 2019: Doktor Schiwago (Freilichtspiele Tecklenburg) als Pawel Antipov / Strelnikov
- 2019–2022: Cats (Vereinigte Bühnen Wien) als Rum Tum Tugger
- 2022: Der König und Ich (Seefestspiele Mörbisch) als Sir Edward Ramsey
- 2022–2023: Der Glöckner von Notre Dame (Vereinigte Bühnen Wien) als Phoebus de Martin
- 2023: Rent (Oper Dortmund) als Mark Cohen
- 2024: Rent (Konzert und Theater St. Gallen) als Roger Davis
- 2024: My fair Lady (Seefestspiele Mörbisch) als Freddy Eynsford Hill
- 2024: South Pacific (Bühne Baden) als Lt. Joseph Cable

## Theater
- 2010 Die Räuber (Klagenfurt) als Kosinsky
- Maria Stuart als Mortimer (Schulproduktion)
- Aischylos’ Orestie als Orestes (Schulproduktion)

## Diskografie
- Frühlings Erwachen (Orig. Wien-Cast) – CD
- BUDDY – Das Buddy Holly Musical – CD
- Next to Normal (Deutsche Originalaufnahme) – CD
- Die Addams Family (Deutsche Originalaufnahme) – CD
- Das Wunder von Bern (Deutsche Originalaufnahme) – CD
- Cats (Gesamtaufnahme Vereinigte Bühnen Wien) - CD